# Demolition Team
Il Demolition Team (letteralmente, Squadra da Demolizione) è una squadra di personaggi immaginari, un gruppo di mercenari dei fumetti nell'Universo DC. Comparvero per la prima volta in Green Lantern n. 176 (maggio 1984) e furono creati da Len Wein e Dave Gibbons.

## Biografia della squadra
Nella loro prima comparsa, il Demolition Team fu assunto dal membro del Congresso Jason Bloch per distruggere la filiale delle Ferris Industries di Los Angeles. Gli impiegati delle Ferris erano virtualmente indifesi contro la squadra e la loro provvista di armi fornita dal Monitor. L'aiuto finalmente giunse nella forma del misterioso Predatore, che sconfisse l'intera squadra da solo. Si presume che il Demolition Team fu mandato in prigione poco dopo l'incidente.
Il Demolition Team ritornò molti anni dopo con una tecnologia più avanzata solo per essere facilmente sconfitto dai Blood Pack dopo aver attaccato una centrale nucleare in Germania. Hardhat fu visto successivamente ad Opal City mentre commetteva dei crimini.
Rosie, insieme ad altri geni della scienza ed esseri cibernetici (Automan, Brainstorm, Dottor Cyber, Ford ed Emil Hamilton), fu parte di un composto cibernetico chiamato Enginehead per un breve periodo. Tuttavia (se questa storia è ancora confermata), l'essere sembrò essere di nuovo diviso di nuovo nelle persone che lo componevano, poco dopo gli eventi della serie Enginehead n. da 1 a 6 (2004).
La maggior parte della squadra incontrò la sua fine per mano degli OMAC durante gli eventi di The OMAC Project, ma Hardhat fu visto ancora vivo in Crisi infinita n. 7.
Più tardi ancora, Hardhat fu visto tra i "personaggi dimenticati" del Limbo in Final Crisis: Superman Beyond.

## Membri
- Hardhat - ex pugile inesperto della categoria pesi massimi di New York. Il suo elmetto e la sua imbracatura potenziata fanno di lui un umano letteralmente inarrestabile; risiede correntemente nel Limbo.
- Jackhammer - ex operaio petroliere di Houston. Porta con sé una version più grande e più potente del martello pneumatico, capace di distruzioni indicibili. Non deve essere confuso con un personaggio omonimo che utilizzava un'armatura provvista di due pistoni caricati idraulicamente contro Superman, quando fu depotenziato da Lord Satanus e Syren per un certo periodo.
- Rosie - leader del Demolition Team. Una ex seria proprietaria di un bar a New Orleans, brandisce un rivetto manipolato che spara colpi molto più rapidi. Il personaggio è un riferimento a Rosie the Riveter.
- Scoopshovel - ex giocatore professionista di Jai alai di San Diego. Il suo braccio meccanico idraulico gli permette di scavare quasi tutto.
- Steamroller - ex stuntman motociclista di Chicago. Guida una versione più compatta di un compressore a vapore in grado di abbattere gli edifici.

## Altri media
Il team appare nella quarta stagione di Arrow.